# Маннесман, Рейнхард
Ре́йнхард Ма́ннесман (нем. Reinhard Mannesmann, 13 мая 1856, Ремшейд — 20 февраля 1922, там же) — немецкий инженер, изобретатель и предприниматель, более всего известный изобретением совместно с братом Максом способа производства бесшовных труб.

## Биография
Родился в семье Рейнхарда Маннесмана-старшего, владельца фабрики по производству напильников и прочего инструмента, существовавшей с 1776 года, и, как и его младший брат Макс, начал работать в семейном бизнесе. В 1884 году он изобрёл совместно с братом валковый прошивной стан, на который ими был получен патент в 1885 году. В 1891 году братья создали пилигримовый стан, с помощью которого можно было изготавливать бесшовные трубы, что стало настоящей революцией в трубной промышленности, поскольку сварные стальные трубы эксплуатировались при высоком давлении, что было причиной многочисленных аварий с человеческими жертвами. К 1899 году технология бесшовных стальных труб уже была широко распространена в Германской империи, Австро-Венгрии и Великобритании.
В 1890 году Маннесманы создали очередное новшество — поперечный способ прокатки, на который получили патент 16 июля 1890 года и который стал очередным важным этапом в развитии трубной промышленности и нашёл применение не только в производстве труб, но и в архитектуре. Полученные за оба патента деньги в том же 1890 году позволили братьям основать собственный металлургический концерн «Маннесманрёрен верке», который стал крупнейшим предприятием трубопрокатного производства в мире на тот момент и, имея три производственных площадки в Германии и Австрии и уставный капитал в 35000000 марок, являлся одним из десяти крупнейших немецких концернов.
Рейнхард Маннесман известен и рядом изобретений в других областях техники: телефонии, производстве напильников, цементации стали. Также получил известность тем, что, проведя в 1906 году после свадьбы медовый месяц с супругой в Марокко, с 1907 года начал скупать акции торговых, сельскохозяйственных и горнодобывающих предприятий этой страны и к 1914 году, как считалось, контролировал примерно 1/8 часть всей марокканской экономики.